# Pieczyska Iłowskie
Pieczyska Iłowskie [pjɛˈt͡ʂɨska iˈwɔfskʲɛ] est un village polonais de la gmina d'Iłów dans le powiat de Sochaczew et dans la voïvodie de Mazovie.
Il se situe à environ 3 kilomètres au nord d'Iłów, à 22 kilomètres au nord-ouest de Sochaczew et à 69 kilomètres à l'ouest de Varsovie.